# Giuseppe De Meo
Giuseppe De Meo (Roma, 31 luglio 1906 – Roma, 11 ottobre 1996) è stato uno statistico italiano, presidente dell'Istituto Centrale di Statistica dal 1961 al 1980.
Nato a Roma nel 1906, laureato nell'Università di Napoli, Giuseppe De Meo fu docente dal 1953 di Statistica economica nella facoltà di Scienze statistiche demografiche e attuariali dell'Università di Roma "La Sapienza". Dal 1961, e per circa un ventennio, fu presidente dell'allora Istituto Centrale di Statistica (odierno Istituto nazionale di statistica - Istat), succedendo a Lanfranco Maroi. Nel 1966 divenne socio dell'Accademia Nazionale dei Lincei. Morì nella città natale, a circa novant'anni, nel 1996.
Tra le sue numerose opere, prevalentemente di carattere statistico economico, sono presenti anche scritti di sociologia, metodologia statistica e tecnica attuariale.
È dedicato al suo nome il Giardino Giuseppe De Meo nel quartiere Nomentano di Roma.

## Opere (lista parziale)
- Distribuzione della ricchezza e composizione demografica in alcune città dell'Italia meridionale alla metà del sec. XVIII, prefazione di Corrado Gini, Roma, Istituto Poligrafico dello Stato, 1931.
- Una analisi sulla variabilità di gruppi di prezzi, Napoli, Arti grafiche La Nuovissima, 1939.
- Il ricambio sociale con particolare riguardo ad alcuni periodi storici, Tolentino, Stab. Tipografico F. Fidelfo, 1940.
- Sulla mortalità di gruppi di assicurati vita, Città di Castello, Tipografia Unione arti grafiche, 1941.
- Capacità di assorbimento del mercato per le assicurazioni sulla vita in Italia, Napoli, Tip. Trani, 1947.
- Circolazione delle aristocrazie e ricambio sociale, Padova, CEDAM, 1949.
- Su una forma di assicurazione vita adatta alle caratteristiche del mercato italiano, Napoli, Tip. G. Genovese, 1951.
- Corso di statistica metodologica, Roma, Edizioni Ricerche, 1958.
- Saggi di statistica economica e demografica sull'Italia meridionale nei secoli XVII e XVIII, Roma, Tip. Bimospa, 1962.
- Il volto dell'Italia alla luce dei censimenti del 1961, Milano, Giuffrè, 1962.
- Corso di statistica economica, Roma, 1963.
- Note sullo sviluppo storico della statistica economica, Milano, Giuffrè, 1964.
- Produttività e distribuzione del reddito in Italia dal 1951 al 1963, Milano, Giuffrè, 1964.
- Redditi e produttività in Italia (1951-1966), Roma, Istituto Centrale di Statistica, 1967.
- Sintesi statistica di un ventennio di vita economica italiana (1952-71), Roma, Istituto Centrale di Statistica, 1973.
- La statistica ufficiale ai fini della ricerca medico-biologica, Roma, Accademia Nazionale dei Lincei, 1977.
- Nord e Sud dal 1951 al 1976, De Meo e altri, Roma, SVIMEZ, 1979.
- Aspetti statistici dell'inflazione, Roma, Istituto Centrale di Statistica, 1980.
- Dualismo sud-nord e migrazioni, Roma, Accademia Nazionale dei Lincei, 1988.
- Incidenza tributaria nel centro-nord e nel mezzogiorno d'Italia, Roma, Accademia Nazionale dei Lincei, 1990.
- Chi dà e chi riceve: imposte e servizi pubblici nelle regioni italiane, Estr. da: Rend. Mor. Acc. Lincei, serie 9, v. 4, 1993.

## Riconoscimenti
Nel 1970 l'Accademia dei Lincei gli ha conferito il Premio Feltrinelli per le Scienze Sociali e Politiche.